# Barney Bigard

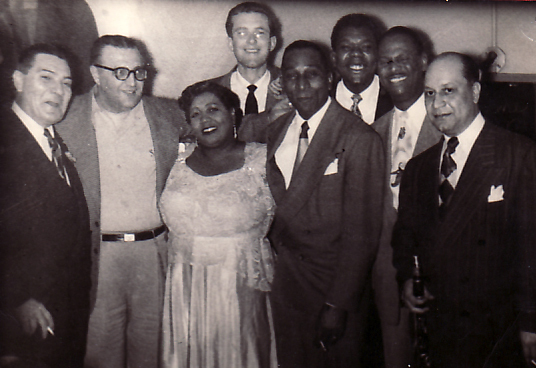
Från vänster: Jack Teagarden, Sandy DeSantis, Velma Middleton, Fraser MacPherson, Cozy Cole, Arvell Shaw, Earl Hines, Barney Bigard på Palomar Supper Club, 17 mars 1951.

Albany Leon Bigard, född 3 mars 1906, död 27 juni 1980, var en amerikansk jazzmusiker som spelade klarinett och tenorsaxofon.